# Porostnicowce
Porostnicowce (Marchantiales) – rząd w obrębie klasy wątrobowców.

## Charakterystyka
Gametofit ma zwykle postać płatowatej plechy umocowanej do podłoża chwytnikami. 
Gametofit jest pokoleniem dominującym ze względu na możliwość przeprowadzania fotosyntezy oraz dłuższym okresem trwania od sporofitu. Sporofit wyrasta z gametofitu, jest od niego zależny pokarmowo oraz jest bardzo mały i ograniczony do samej zarodni. 
Na powierzchni plechy gametofitu można zaobserwować specyficzne aparaty szparkowe zbudowane nie z dwóch (jak to zazwyczaj bywa u diploidalnych roślin) ale z szesnastu komórek, które tworzą beczułkowatą strukturę. 
Porostnicowce w stadium gametofitu są roślinami dwupiennymi – na męskim gametoficie wyrastają na krótkich trzonkach parasolowate plemniostany (z plemniami umieszczonymi na ich obrzeżu), natomiast na gametoficie żeńskim – gwiaździste rodniostany pod którymi umieszczone są rodnie.
U porostnicowców następuje regularna przemiana pokoleń, w której następują kolejno rozmnażanie bezpłciowe (przez podział plechy oraz aplanospory przenoszone z wiatrem) oraz płciowe (na drodze oogamii), które uzależnione jest od obecności wody.